# روروني كنشين: النهائي
روروني كنشين: النهائي هو فيلم ياباني مبني على مانغا تحمل نفس الاسم. الفيلم من بطولة تاكيرو ساتو، إمي تاكي، يوسوكي إيزيا، مونيتاكا أوكي، يو أوي، تاو توشيا، ريونوسوكي كاميكي ويوسوك إغوتشي. صدر الفيلم في اليابان في 23 أبريل 2021.

## روابط خارجية
روروني كنشين: النهائي على موقع IMDb (الإنجليزية)
- روروني كنشين: النهائي على موقع نتفليكس (الإنجليزية)
- روروني كنشين: النهائي على موقع ألو سيني (الفرنسية)
- روروني كنشين: النهائي على موقع قاعدة بيانات الفيلم (الإنجليزية)
- روروني كنشين: النهائي على موقع ليتربوكسد (الإنجليزية)
- روروني كنشين: النهائي على موقع كينوبويسك (الروسية)